# 三笠市消防本部
三笠市消防本部（みかさししょうぼうほんぶ）は、北海道三笠市の消防部局（消防本部）。管轄区域は三笠市全域。

## 概要
- 消防本部：北海道三笠市若松町9-5
- 管内面積：302.64km2
- 職員定数：33人
- 消防署1カ所
- 主力機械（2015年4月1日現在）
  - 普通消防ポンプ自動車：4
  - 水槽付消防ポンプ自動車：1
  - 大型水槽車：1
  - 化学消防自動車：1
  - 救急自動車：2
  - 指揮広報車：1
  - 救助工作車：1
  - 予防査察車：1

## 組織
- 本部 - 総務予防課、生活安全センター
- 消防署 - 消防課

## 消防署
| 消防署       | 住所      | 出張所 |
| ------------ | --------- | ------ |
| 三笠市消防署 | 若松町9-5 | なし   |